# Carcharhinus brachyurus
Carcharhinus brachyurus врста је ајкуле из породице Carcharhinidae и једини припадних њеног рода који живи у водама са умереном температуром. Распрострањен је у великом броју засебних популација у североистичном и југозападном Атлантском океану око Аустралије и Новог Зеланда. Ова врста се такође може наћи у ушћу река, плитким увала и лукама, као и у приобалним водама дубоких до 100 м или више, где се већи део године налазе женке ове врсте и врше сезонске миграције. Врста достиже дужину од 3,3 метара и тешко ју је разликовати од осталих ајкула.
Ову врсту карактеришу уски горњи зуби у облику куке, недостатак грбе између леђних пераја и бронзана боја. Храни се углавном главоношцима и кошљорибама, брзо плива, лови у скупинама, али је већи део живота усамљена. У водама Јужне Африке ова врсте често лови сардине. Као и друге ајкуле, живахна је, а женка ембринон негује кроз постељицу. Женке сваке друге године излегну од 7 до 24 младунаца углавном у растињу, а носе и у стомаку 12, понекада и 21 месец. Carcharhinus brachyurus је изузетно споро растући, мужјаци и женке не достижу сексуалну зрелост од 13 до 19 односно од 19 до 20 године. 
Ова врста се изузетно цени у комерцијалном и рекреативном риболову. Величина популације није позната, али Међународна унија за заштиту природе сврстала ју је у категорију под претњу по ризик, због ниске раста репродуктивне стопе и зато што се верује да је њен број у неким областима опао. Ретко нападају људе, али су на деветом месту међу рибљим светом по нападу на њих.

## Таксономија и еволуција
Због свог закржљалог опсега Carcharhinus brachyurus је описан неколико пута на различитим местима. Најранији валидни опис сматра се извештајем британског зоолога Алберта Гантера, који се налази у каталогу риба у Британском музеју из 1870. године. Некада се сматрало да је најраније име ове врсте Carcharias remotus из 1865. године, а она је откривена и у старијој литератури, где се називала C. acronotus. Још раније име, Galeolamna greyi дао је овој врсти Ричард Овен 1853. године. Савремени аутори су ову врсту сврстали у род Carcharhinus.
Епитет brachyurus потиче од грчке речи која значи „кратак” и oura која озвачава „реп”. Назив whaler на енглеском језик потиче из 19. века, када су виђене ајкуле како пливају око лешева китова. Гантер је свој рад о овој врсти првобитно засновао на примерку Carcharhinus brachyurus са Новог Зеланда и 2 примерака из Аустралије, за које се касније открило да су врсте C. leucas. Џек Герик је 1982. године одредио женку дугу 2,4 м ухваћену на Новом Зеланду као нови примерак врсте.
Зуб ове врсте пронађен је у реци Пунго у Северној Калифорнији, а он датира из доба миоцена.  Зуб ове ајкуле пронађен је и у Тоскани и датира из миоцена, као и зуб у Коста Меси у Калифорнији, који датира из касног пелистоцена (пре 126.000 до 12.000 година).

## Станиште и врста
Carcharhinus brachyurus једини је члан свог рода који настањује умерене, а не тропске воде, на температурама изнад 12 °C. Широко је распрострањена врста, али одвојена као регионална популација. У Атлантском океану ова ајкула се појављује на потезу од Средоземног мора до Марока и Канарских острва, изван Аргентине, Намибије и Јужне Африке где могу постојати две одвојене популације. Примећена је у водама Мауританије, Гвинејског залива, а верује се да је има и у Мексичком заливу. У Индо-Пацифику налази се од Источног кинеског мора до Јапана (изузев вода Хокаида) и јужних делова Русије, у деловима јужне Аустралије углавном између Сиднеја и Перта, али и северно од њих.
Такође, ова врста је пописана и око Новог Зеланда до Кермадексих острва, а постоје и непотврђени извештаји да настањује и воде Сејшела и Тајландског залива. У источном делу Тихог океана јавља се од северног дела Чилеа, од Мексика до Калифорније, уљкучујући Калифорнијски залив. Carcharhinus brachyurus уобичајена је у водама Аргентине, Јужне Африке, Аустралије и Новог Зеланда. Ова врста може се наћи мало даље од зоне сурфовања изнад континенталног паса, на отвореном океану и то на дубинама на 100 м или више. Често улази у плитке воде, укључујући увале, плићаке и луке, а такође настањује и стеновита и обална подручја.
Врста је толерантна на ниске и промењиве салинитете, а пријављена је и у токовима великих река. Млади примерци настањују обалне воде на 30 метара дубине током целе године, док се одрасле јединке приближавају обали само у пролеће и лето. Популације Carcharhinus brachyurus на обе хемисфере врше сезонске миграције као одговор на промене температуре, због репродукције или доступности плена. Крећу се подељени по старости и полу. Женке проводе зиму у суптропским пределима, а оне које носе младунце се углавном крећу ка обали, како би чувале младунце у приобалним расадницима. Мужјаци остају у суптропским пределима већину године, осим у касну зиму или пролеће када се крећу како би се сусрели и парили са женкама. Током миграција забележено је да су појединци препливавали и до 1320 км.

## Опис и биологија
Carcharhinus brachyurus има витко тело са благо закривљеним профилом одмах иза главе. Њушка је прилично дугачка и шиљаста, а преко носница се налазе прегиби коже. Округле, умерено велике очи опремљене су мембранама. Уста имају кратке и суптилне бразде на угловима, а садрже 29 до 35 горњих и 29 до 33 доњих зуба. Зуби су општи, а горњи имају карактеристичан кукасти облик и више су нагнути према вилици, док су доњи зуби усправни.
Пераја ове врсте су велика, шиљаста и српаста. Прво леђно пераје је високо са шиљастим врхом, док је друго леђно пераје мало, ниско и постављено насупрот аналном перају. Ова ајкула обично нема грбе између леђних пераја, а каудална пераја имају добро развијен доњи режањ и дубоки зарез близу врха горњег режња. Ова ајкула је од бронзане до маслинасто сиве боје, понекад са ружичастим деловима ка врховима и ивицама пераја.
Након смрти боја ове ајкуле брзо избледи и она буде сива или смеђа. Доња страна ове ајкуле је бела, а она је доста слична са врстама као што су C. obscurus, једина разлика је облик горњих зуба. По неким прорачунима који нису потврђени, ова ајкула достиже дужину од 3,3 м и тежину од 305 килограма. Carcharhinus brachyurus је брза и активна врста, може се срести сама или у паровима. У групи их може бити и више стотина, раније се веровало да се окупљају због парења, а заправо таква окупљања су врло честа и раде се како би лакше уловили плен. Ова врста може постати плен морских паса или кита убица. Познати паразити ове врсте су Carcharhinus brachyurus су Cathetocephalus australis, Dasyrhynchus pacificus, D. talismani, Floriceps minacanthus, Phoreiobothrium robertsoni, Pseudogrillotia spratti, Stibarobdella macrothela и Otodistomum veliporum.
Carcharhinus brachyurus се углавном храни главонишцима укључујући лигње, хоботнице, кошљорибе, ослиће, сомове, аустралијског лососа, туне и морске псе. За врсте ове ајкуле преко 2 метара дужине, битна храна су Cephalopods, док млађи примерци конзумирају углавном ракове и медузе. Ова ајкула не напада морске сисаре, мада је познато да ретко напада делфине који су повређени од рибарских мрежа. Доминантни плен ове врсте изнад Јужне Африке је Sardinops sagax и он чини 69—95% исхране ове ајкуле. Велики број ових примерака лови заједно, а у Јужној Африци ове врста наводно прати мреже рибарских бродова.
Као и остали чланови њене породице, ова ајкула је живахна. Одрасле женке имају један функционалан јајник са десне стране и две функционалне материце. Непосредно пре парења мужјак уједа женку за тело или шкрге. У јужној хемисфери парење се одвоја од октобра до дцембра када су оба пола мигрирала у приобалне воде. Женке рађају у периоду од јуна до јануара, а врхунац је у октобру и новембру. Женке ове врсте користе плитка приобална станишта и ту негују младунце, око расадника. Ови расадници пружају обилну храну и смањују вероватноћу да ће их веће рибе напасти. Познати расадници налазе се око Северног острва, код залива Бајмева и Хавке, око залива Сент Винсент и у заливу Порт Филип код Јапана. Такође, расадници где женке чувају младунце налазе се у водама Родоса, Нице и Ал Хосеимау Мароку за медитарнске врсте ове ајкуле, као и у Западној Сахари, Бунос Ајресу за ајкуле југозападног Атлантика, поред увала Панта и Гунапае у Перуу, заливу Сан Себастијан и у заливу Сан Дијего за Carcharhinus brachyurus које настањују источни Пафицик.
Већина извора процењује да период трудноће код ове врсте траје 12 месеци, мада неки подржавају тумачење да траје од 15 до 21 месец. Женке сваке године полажу јаја, а број младунаца се креће од 7 до 24, а у просеку 15 или 16. Женке изван Калифорније и полуострва Баја имају тендецију да носе мањи број младих у односу на женке у другим деловима света. Новорођенчад су дугачка од 56 до 67 цм. Carcharhinus brachyurus спада у најспорије растуће врсте Carcharhinus . Ван Јужне Африке мужјаци достижу полну зрелост са 2 до 2,4 м, односно са 13, до 19 година, док женке сазревају са 2,3 до 2,5 м дужине односно са 19 до 20 година. Женке изван Аустралије сазревају када буду дугачке 2,5 м, док женке код Аргентине сазревају када буду дужине од 2,2 м. Максимални животни век је 30 година за мужјаке и 25 година за женке.

## Контакт са људима и заштита
Carcharhinus brachyurus ретко нападају људе, али је врста на деветом месту напада на њих. Током периода праћења до 2013. године, Универзитет на Флориди је приписао 20 напада на људе овој врсти. Иако је велика и снажна није нарочито агресивна према људима, осим у присуству хране. Познато је да често нападају рибарске мреже, како би дошле до плена. Усмртиле су пливаче 1974. године на Новом Зеланду и 2014. године у Новом Јужном Велсу. Три од десет напада ајкула на људе се приписује врсти Carcharhinus brachyurus.
Ова врста врло тешко се прилагођава и опстаје у заточеништву. Комерцијални риболов на ову врсту дозвољен је од Новог Зеланда, Аустралије, Јужне Африке, Бразила, Уругваја, Аргентине, до Мексика и Кине. Такође се лови у многим другим пределима широм света. Ова врста углавном се лови мрежама, у мањој мери парангалом, а њено месо се продаје за људску употребу. Ова ајкула популарна је и код рекреативних риболоваца у Намибији, на Новом Зеланду, у Аустралији, Јужној Африци, Аргентини, Мексику и Калифорнији. Програм пуштања уловљених примерака се практикује на Северном острву и у Намибији.
Међународна унија за заштиту природе оценила је да је Carcharhinus brachyurus близу претње да буде угрожена. Иако је њена глобална популација непозната, дуго време до сазревања и мала репродуктивна стопа довели су до тога да је подложнија угрожености. Регионално гледано, Међународна унија за заштиту природе навела је минималну забринутост за ове врсте у Аустралији, на Новом Зеланду и у Јужној Африци, где се рибарством углавном бави само локална популација људи. Пријављени улов на Новом Зеланду 1995/96. године био је 40. тона ове врсте, док је 2001/02. био 20 тона. Није познато да ли је улов мањи због мањег интересовања за ову рибу или због опадања броја јединки у овим водама.
У источном делу Тихог океана ова врста је реткост и по информацијама рибара ретко је присутна. Међутим, смањен је улов ове врсте, морских паса и ракова због великих улова у Калифорнијском заливу. У источном делу Азије Carcharhinus brachyurus оцењена је као рањива, иако подаци нису доступни, уочено је смањење популације ове врсте. Лов на ову врсту активно је трајао до 1970. године, а додатне претње укључују деградацију и уништавање приобалских расадника, загађење воде и смртност од мрежа. Одељење за заштиту флоре и фауне Новог Зеланда квалификовало је Carcharhinus brachyurus као врсту која није угрожена, према новозеландском систему класификације претњи, али са квалификаторима очувања и мало података.

## Галерија
- Вилица
- Горњи зуби
- Доњи зуби